# Emőd
Emőd är ett samhälle i Ungern, 25 kilometer från provinshuvudstaden Miskolc.

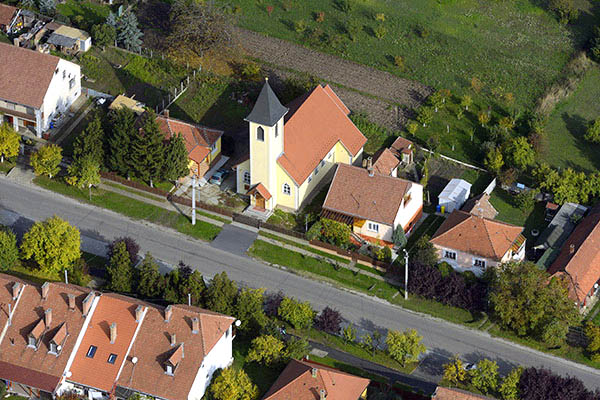
Flygbild.